# 北布盧姆菲爾德 (加利福尼亞州)
北布盧姆菲爾德（英語：North Bloomfield）是位於美國加利福尼亞州內華達縣的一個非建制地區。該地的面積和人口皆未知。

## 地理
北布盧姆菲爾德的座標為39°22′06″N 120°53′58″W / 39.36833°N 120.89944°W，而該地的平均海拔高度為1002米（即3287英尺）。